# Giulio Zeppieri
Giulio Zeppieri (* 7. Dezember 2001 in Rom) ist ein italienischer Tennisspieler.

## Karriere
Zeppieri spielte bis 2019 auf der ITF Junior Tour und erreichte dort mit Platz 12 seine höchste Position in der Rangliste. Seine besten Ergebnisse waren das Viertelfinale bei den US Open 2018 sowie das Halbfinale bei den Australian Open 2019. Im Doppel konnte er bei denselben Turnieren jeweils das Halbfinale erreichen.
Bei den Profis spielte Zeppieri ab 2018 Turniere. In diesem Jahr konnte er im Einzel das erste Halbfinale auf der ITF Future Tour erreichen. 2019 gewann er im Doppel seinen ersten Profititel bei einem Future. Durch insgesamt 14 Wildcards konnte der Italiener bei einigen Events der ATP Challenger Tour in seinem Heimatland an den Start gehen. Sein bestes Resultat war dabei das Halbfinale in Parma, wo er an Federico Gaio scheiterte. In der zweiten Runde hatte er mit Paolo Lorenzi einen Top-100-Spieler besiegen können. Von den zwei erreichten Future-Finals konnte er 2019 auch eines gewinnen. Sein erstes Profijahr konnte er auf Platz 381 der Tennisweltrangliste beenden.
2020 überraschte er in der Qualifikation des Masters-Turniers von Rom, als er den 68. der Welt Cameron Norrie und Hugo Dellien jeweils besiegte, aber im Quali-Finale Lorenzo Musetti unterlag. Im September erreichte er auch sein Karrierehoch von Platz 316. Im Oktober 2020 gab er sein Debüt auf der ATP Tour, als er eine Wildcard für das Turnier auf Sardinien bekam. Dort unterlag er zum Auftakt seinem Landsmann Lorenzo Sonego in zwei Sätzen.

## Erfolge
| Legende (Anzahl der Siege) |
| Grand Slam                 |
| ATP Tour Finals            |
| ATP Tour Masters 1000      |
| ATP Tour 500               |
| ATP Tour 250               |
| ATP Challenger Tour (3)    |

### Einzel

#### Turniersiege
| Nr. | Datum            | Turnier   | Belag         | Finalgegner     | Ergebnis      |
| --- | ---------------- | --------- | ------------- | --------------- | ------------- |
| 1.  | 29. August 2021  | Barletta  | Sand          | Flavio Cobolli  | 6:1, 3:6, 6:3 |
| 2.  | 19. Februar 2023 | Cherbourg | Hartplatz (i) | Titouan Droguet | 7:5, 7:64     |

### Doppel

#### Turniersiege
| Nr. | Datum         | Turnier | Belag | Partner         | Finalgegner                          | Ergebnis |
| --- | ------------- | ------- | ----- | --------------- | ------------------------------------ | -------- |
| 1.  | 17. Juli 2021 | Todi    | Sand  | Francesco Forti | Facundo Díaz Acosta Alexander Merino | 6:3, 6:2 |